# Cătălin Mitulescu
Cătălin Mitulescu (Bucareste, 13 de janeiro de 1973) é um cineasta romeno.